# Acordul de la Schengen
Prin Acordul de la Schengen semnat în mica localitate luxemburgheză Schengen la data de 14 iunie 1985, Belgia, Franța, Germania, Luxemburg și Țările de Jos au convenit să renunțe treptat la controlul de la frontierele comune și să introducă libera circulație pentru toți cetățenii statelor membre semnatare, ai altor state membre sau ai unor terțe țări. 
Până în prezent, 30 de state au aderat la Acordul Schengen, dintre care 29 l-au și implementat. Într-un moment istoric, la 21 decembrie 2007, nouă state, majoritatea din centrul și estul Europei, și-au deschis granițele, astfel încât pentru prima dată este posibilă călătoria liberă peste fosta Cortină de Fier.În anul 2008 Elveția a aderat la Spațiul Schengen,urmata de Croația în anul 2023 și România alături de Bulgaria care au aderat la data de 31 Martie 2024 într-o primă fază numai cu frontierele aeriene si maritime. Pe data de 1 ianuarie 2025, România și Bulgaria au devenit membre ale Spațiului Schengen inclusiv cu frontierele terestre.

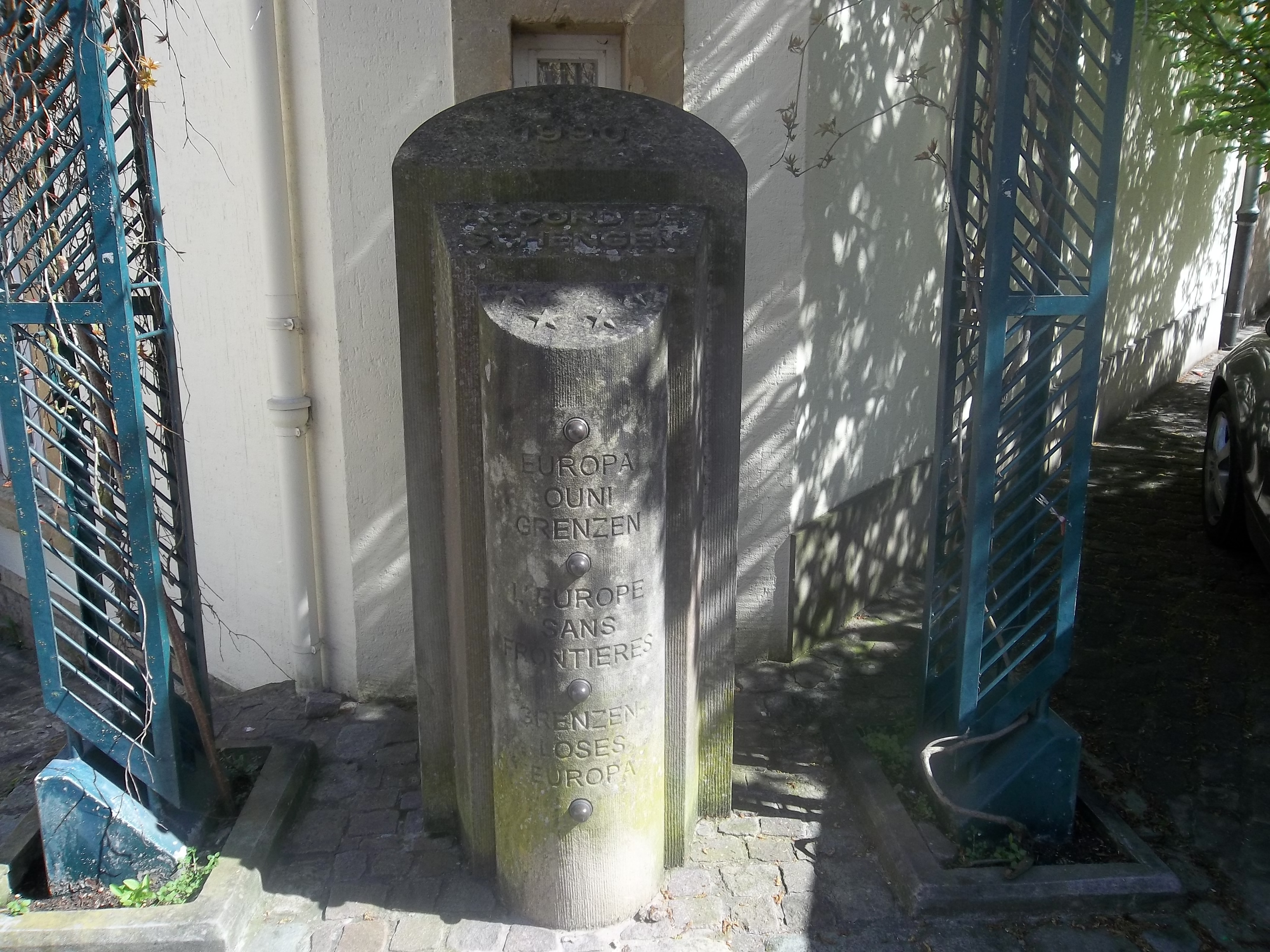
Un monument simbolic creat în localitatea Schengen, Luxembourg

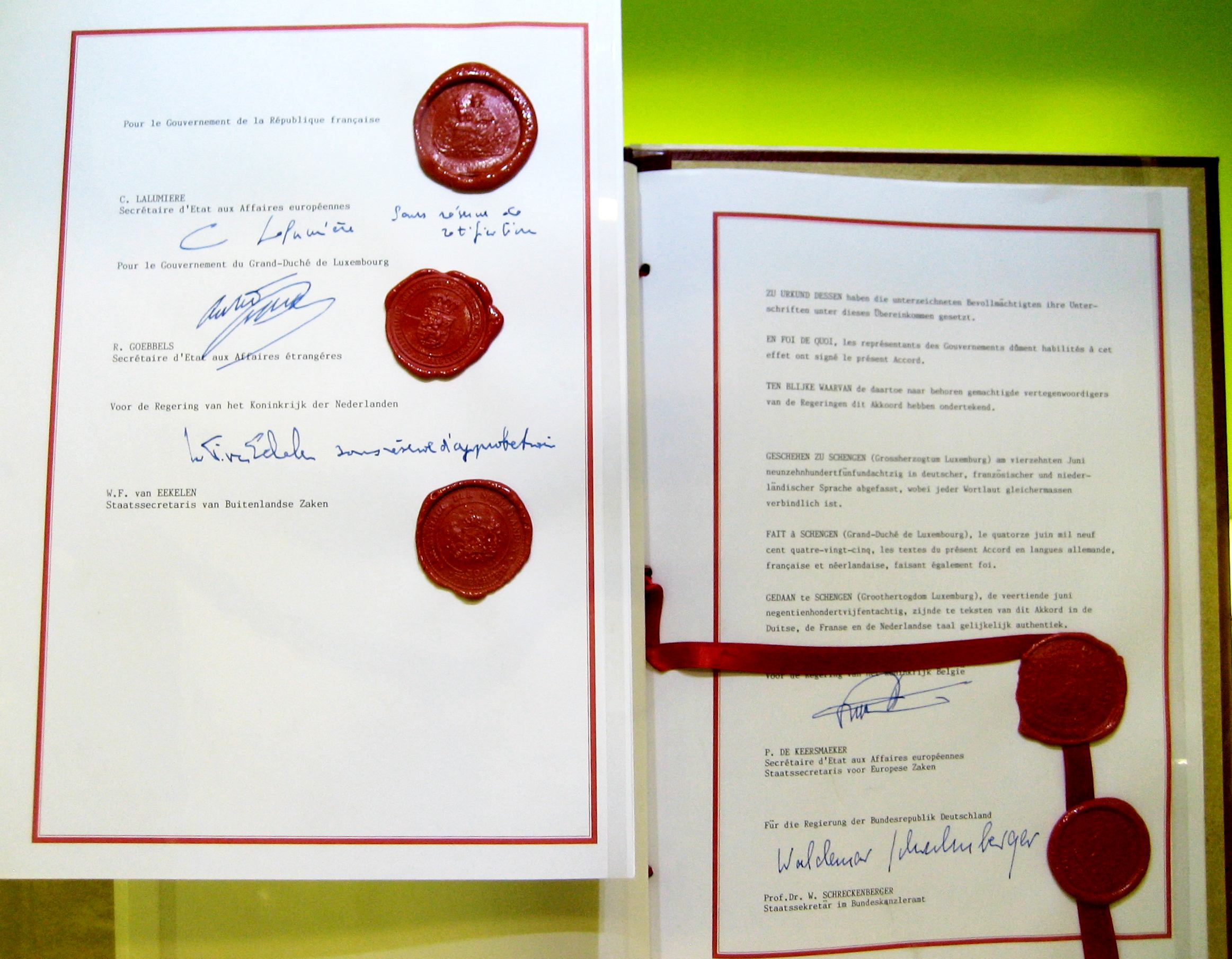
Semnăturile de pe Acordul Schengen din 14 iunie 1985

Între timp, la lista țărilor semnatare s-au adaugat Italia în 1990, Spania și Portugalia în 1991, Grecia în 1992, Austria în 1995, Suedia, Finlanda și Danemarca în 1996, Islanda și Norvegia devenind și ele părți la Convenție. 
Acordul și Convenția, împreună cu declarațiile și deciziile adoptate de Comitetul Executiv Schengen, formează așa-zisul acquis Schengen. Pe parcursul redactării Tratatului de la Amsterdam , s-a luat hotărârea de încorporare a acestui acquis în Uniunea Europeană, de vreme ce el se referea la unul dintre principalele obiective ale pieței interne, și anume libera circulație a persoanelor.